# Libnotes eboracensis
Libnotes eboracensis là một loài ruồi trong họ Limoniidae. Chúng phân bố ở miền Australasia.